# Cyrix Cx486SLC

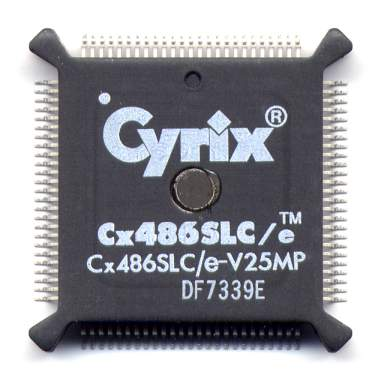
Cyrix Cx486SLC マイクロプロセッサ

Cyrix Cx486SLC は、サイリックスが提供した最初の CPU である。インテルと競合し、よりよい性能を同等か低価格で提供したコプロセッサの事業の後にリリースされた。
Cx486SLC は、インテルの 386SX や 486SX というエントリレベルのチップに対応したものであった。サイリックス向けに Cx486SLC を製造したテキサスインスツルメンツは、サイリックスのオリジナルの設計のキャッシュ 1KiB を 8KiB に変更した、独自のバージョンの TI486SXLC および倍速クロック版の TI486SXLC2 をリリースした。しかし、同じような名前の IBM 486SLC, 486SLC2, 486SLC3 (後の Blue Lightning), IBM 386SLC チップは、サイリックスの設計とは関係がなかった。
1992年5月に発表され、後により有名になった Cyrix Cx5x86 のように、Cx486SLCはハイブリッド CPU であった。前世代の CPUソケットに接続する一方で、新しい CPU (この場合は Intel 80486) の特徴を取り入れていた。Cx486SLC は 25MHz, 33MHz, 40MHz で動作したが、いくつかのオペレーティングシステムでは、40MHz で確実に動作させることは困難であった。
Cx486SLC は 486の命令セットと 1KiB の L1キャッシュ を追加した 386SX と言うことができる。だが、Cx486SLC は 386SX の 24ビットのアドレスバスと 16MB の RAM の制限を受け継いでいる。また 386 や 486SX と同じように、数値演算コプロセッサを持っていない。しかし 486SX とは異なり、 387SX または互換のコプロセッサを使用することができた。386SX のバスの制限と、小さな L1 キャッシュの制限で、性能面で 486SX と争うことはできなかった。
Cyrix Cx486SLC/e は Cx486SLC の低消費電力版である。Cx486SLC/e-V は低電圧(3.3V)に対応したものである。
Cx486SLC は非常に低価格の、ローエンドマザーボードと PCクローンで使われた。低消費電力であったため、ラップトップで使われることもあった。

## 参照
- Mentions Cyrix Cx486SLC in the Introduction.